# 清水俊輔
清水 俊輔（しみず しゅんすけ、1980年3月25日 - ）は、テレビ朝日のアナウンサー。

## 来歴
大阪府高槻市生まれ、神奈川県育ち。慶應義塾志木高等学校を経て慶應義塾大学文学部を卒業。
高校時代はボート競技（ポジションはコックス）にて1997年京都インターハイ、大阪国体（なみはや国体）に埼玉県代表として出場している（大阪国体は埼玉県選抜）。
大学時代は、ラジオ局のニッポン放送で野球実況のアルバイトをしていた。
2002年にテレビ朝日入社。入社1年目で『全日本大学駅伝』の実況を担当した。
私生活では一般企業勤務の女性と同年1月に結婚したと2008年5月23日付の日刊スポーツで発表した。

## 現在の担当番組
- クイズプレゼンバラエティ Qさま!!（2007年 - ） - 「プレッシャーSTUDY」進行アシスタント
- スポーツ中継各種

## 過去の担当番組
報道・情報番組
| 期間                   | 期間                   | 番組名                                                                   | 役職                                                                                |
| ---------------------- | ---------------------- | ------------------------------------------------------------------------ | ----------------------------------------------------------------------------------- |
| 2003年4月              | 2006年9月              | やじうまプラス                                                           | 月曜日スポーツキャスター ※途中2年半は、月曜日担当から一旦離れ、金曜日・土曜版を担当 |
| 2012年4月              | 2013年3月              | ワイド!スクランブル                                                      | 『ニュース井戸端ランキング』等のコーナー担当                                        |
| 2015年4月              | 2017年9月              | TOKYO応援宣言（単独番組時代）                                            | 進行アナウンサー                                                                    |
| 2017年10月             | 2019年9月              | サンデーLIVE!!（テレビ朝日・朝日放送→朝日放送テレビ・メ〜テレ 共同制作） | 『TOKYO応援宣言』進行アナウンサー                                                   |
| 2019年10月             | 2021年3月              | 報道ステーション                                                         | 月～木曜日スポーツキャスター                                                        |
| 2021年5月28日・8月13日 | 2021年5月28日・8月13日 | ABEMA Prime                                                              | 平石直之の代行Primeキャスター                                                       |
| 2022年7月16日・10月8日 | 2022年7月16日・10月8日 | 中居正広のキャスターな会（現：中居正広の土曜日な会）                     | 中居正広の代行MC                                                                    |

バラエティ・スポーツ関連・特別番組
- 熱闘甲子園（朝日放送・テレビ朝日共同制作 2003年 - 2006年） - ナレーション
テレビ朝日の局アナとしては担当年数が最長。
- 朝まで暴走!たけし軍団ファイナル!!（2006年1月2日）
- 頑張る人応援バラエティ 体育の時間（2007年） - 実況
- フルタの方程式（2009年1月 - 2010年7月） - アシスタント
- 速報!スポーツLIVE（2009年11月 - 2010年5月） - 司会
- ちょこっとだけ最先端バラエティー さきっちょ☆（2010年5月 - 2011年9月） - ナレーション
- 中居正広のプロ野球魂（2010年 - 2023年） - 進行アシスタント
- 中居正広の怪しい噂の集まる図書館→中居正広のミになる図書館→中居正広の身になる図書館（2011年10月 - 2019年3月） - 進行アシスタント
- 天才をつくる!ガリレオ脳研 - ヒット脳研・コーナーアシスタント
- 関ジャニの仕分け∞ - 水曜深夜時代のみ進行
- ドラえもん知識王No.1決定戦SP（2014年8月1日） - ナレーション
- 土曜ワイド劇場鉄道捜査官14（2014年） - 解説放送ナレーション
- 関ジャニ∞のTheモーツァルト音楽王No.1決定戦 歌うまキッズオーディション（2017年3月11日） - 進行
- ビートたけしのスポーツ大将（2017年11月12日 - 2018年9月）

## 主な実況実績
- プロ野球日本シリーズ実況14回（胴上げ実況3回）
  - 2006年10月26日、北海道日本ハム×中日（札幌ドーム）第5戦。この試合で日本ハムが44年ぶり2回目[注 1]・北海道移転後初の日本一、自身にとっても初の胴上げ実況。
  - 2008年11月4日、埼玉西武×巨人（西武ドーム）第3戦。
  - 2008年11月6日、埼玉西武×巨人（西武ドーム）第5戦。
  - 2012年10月30日、北海道日本ハム×巨人（札幌ドーム）第3戦。
  - 2013年10月26日、東北楽天×巨人（コボスタ宮城）第1戦。
  - 2013年10月27日、東北楽天×巨人（コボスタ宮城）第2戦。
  - 2013年11月3日、東北楽天×巨人（コボスタ宮城）第7戦。楽天が球団史上初の日本一。
  - 2014年10月28日、福岡ソフトバンク×阪神（ヤフオクドーム）第3戦 [注 2]。
  - 2016年10月27日、北海道日本ハム×広島（札幌ドーム）第5戦。西川遥輝のサヨナラ満塁ホームランで日本ハムが日本一へ王手をかけた試合。
  - 2017年11月4日、福岡ソフトバンク×横浜DeNA（ヤフオクドーム）第6戦。この試合でソフトバンクが2年ぶり8回目の日本一を決めた[注 3]。
  - 2020年11月24日、福岡ソフトバンク×巨人（福岡PayPayドーム）第3戦。
  - 2021年11月23日、東京ヤクルト×オリックス（東京ドーム）第3戦。
  - 2022年10月23日、東京ヤクルト×オリックス（神宮球場）第2戦。内山壮真が代打3ランを放ち、引き分けに持ち込んだ試合。
  - 2024年10月31日、福岡ソフトバンク×横浜DeNA（みずほPayPayドーム福岡）第5戦。
- 全国高校野球選手権大会中継（2007年 - ） ※朝日放送制作
  - 2010年の第92回大会では、テレビ朝日のアナウンサーとしては初めて準々決勝（関東一×成田戦）の実況を担当
- ワールド・ベースボール・クラシック（2009年、2013年、2017年、2023年）
  - 2009年の第2回大会では、1次ラウンドの日本×韓国戦で実況を担当
  - 2013年の第3回大会では、テレビ朝日が地上波中継した全試合[注 4]で実況を担当。
  - 2017年の第4回大会では、テレビ朝日が地上波中継した4試合のうち3試合[注 5]で実況を担当。
  - 2023年の第5回大会では、テレビ朝日が地上波中継した4試合のうち3試合[注 6]で実況を担当。決勝で日本代表（侍ジャパン）はアメリカを3-2で下し、2009年大会以来3度目の世界一を達成。自身にとってもWBC決勝で初の日本代表の優勝決定実況となった[注 7]。
- WBSCプレミア12（2015年、2019年）
  - 2015年の第1回大会では、テレビ朝日が地上波中継した3試合（1次ラウンドB組・日本対韓国戦（開幕戦）、日本対アメリカ戦（第4戦）、3位決定戦・日本対メキシコ戦[注 8]）で実況を担当。なお、侍ジャパンが決勝戦まで進出した場合も実況を担当する予定だった。
  - 2019年の第2回大会では、テレビ朝日が地上波中継した2試合（オープニングラウンド・グループB開幕戦・日本対ベネズエラ戦、決勝・日本対韓国戦）で実況を担当。決勝で侍ジャパンは韓国に勝利し、プレミア12初優勝を遂げ、自身にとって初めての国際大会での優勝実況となった。

## 同期アナウンサー
- 吉野真治
- 松尾由美子